# Villeneuve-l’Archevêque
Villeneuve-l’Archevêque település Franciaországban, Yonne megyében. Lakosainak száma 1111 fő (2022. január 1.). Villeneuve-l’Archevêque Courgenay, Bagneaux, Flacy és Molinons községekkel határos.

## Népesség
A település népessége az elmúlt években az alábbi módon változott:
| Lakosok száma | 1171 | 1162 | 1182 | 1131 | 1128 | 1112 | 1109 | 1110 | 1111 |
|               | 2013 | 2015 | 2016 | 2017 | 2018 | 2019 | 2020 | 2021 | 2022 |